# Núi Asahi
Núi Asahi (旭岳 Asahi-dake) là một ngọn núi nằm ở thị trấn Higashikawa, Hokkaido và là ngọn núi cao nhất trên hòn đảo Hokkaido. Nó là một phần của nhóm núi lửa Daisetsuzan thuộc dãy núi Ishikari, nằm ở phía bắc Vườn quốc gia Daisetsuzan.

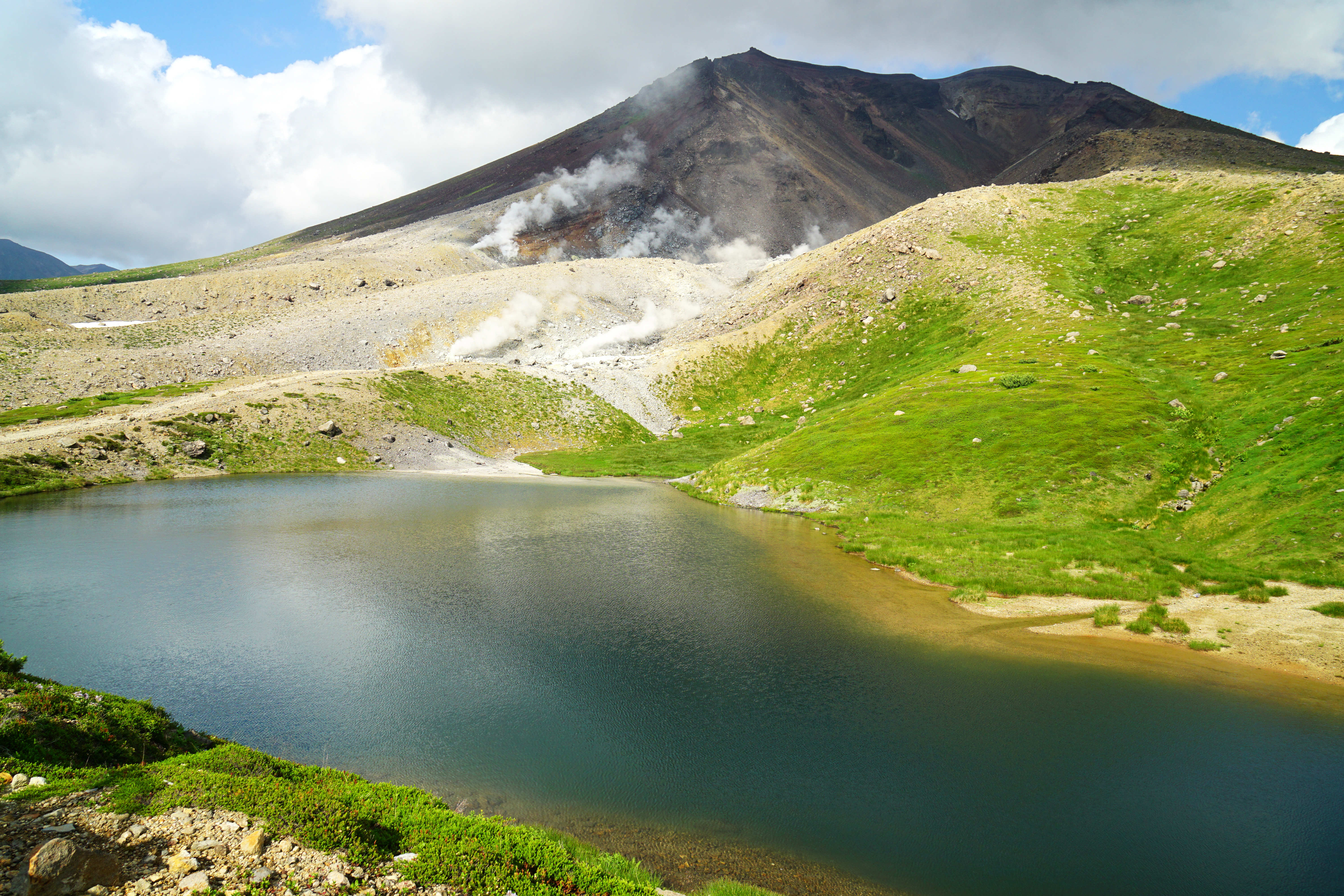
Núi Asahi - đỉnh cao nhất và hồ Sugatami

Ngọn núi nổi tiếng với những người đi bộ vào mùa hè và có thể dễ dàng đến từ Asahidake Onsen thông qua Asahidake Ropeway. Vào mùa đông, ngọn núi mở cửa cho những người yêu thích môn trượt tuyết.
Hồ Sugatami, ngay dưới đỉnh núi, nổi tiếng vì sự phản chiếu của các đỉnh núi, tuyết và hơi nước thoát ra từ các lỗ thông núi lửa.

## Lịch sử
Lưu huỳnh đã từng được khai thác trong các khu vực fumarolic.

## Địa chất
Núi Asahi là một núi lửa dạng tầng đang hoạt động, cao 2.291 mét (7.516 ft), phát sinh 3 kilômét (1,9 mi) về phía tây nam của Ohachi-Daira caldera. Cơ quan Khí tượng Nhật Bản xếp hạng C hoạt động núi lửa. Ngọn núi lửa bao gồm chủ yếu là andesit và dacit, Ngọn núi lửa Thế Holocen này có mafic đá không kiềm ít hơn 18.000 năm tuổi. Ngoài đỉnh chính, còn có một ngọn núi lửa nhỏ hơn nổi lên từ vai phía đông nam của ngọn núi, Núi Ushiro Asahi hay Núi Asahi phía sau (後旭岳 Ushiro-Asahi-dake).

### Lịch sử phun trào
Không có ghi chép lịch sử nào về vụ phun trào của núi Asahi. Kỹ thuật địa hóa Tephrochronology và radiocarbon đã xác định các sự kiện sau:
- 3200 trước Công nguyên ± 75 năm, trầm tích Asahi Soria, xác định niên đại bằng carbon phóng xạ, phun trào nổ
- 2800 trước Công nguyên ± 100 năm, As-A tephra, đã điều chỉnh niên đại carbon phóng xạ, phun trào nổ và nổ phreatic
- 1450 trước Công nguyên ± 50 năm, Tephra As-B, niên đại phóng xạ chưa được xử lý, phun trào nổ và nổ phreatic
- 500 trước Công nguyên ± 50 năm, Ash-b tephra, tephrochonology, vụ nổ phun trào và vụ nổ phreatic và mảnh vụn tuyết lở
- 1739, Tephrochronology, phun trào nổ và nổ phreatic với khả năng phun trào của lỗ thông hơi trung tâm và vật chất bên trong

Núi Asahi hiện đang thể hiện hoạt động hơi nước dưới dạng fumaroles.